# Шатхур
Това е другото име на планината Бундушатур, която е една от трите планини в Мория. Баразинбар и Зиракзигил са имената на другите две планини, издигащи се над кралството на джуджетата - Хазад-дум в сърцето на Мъгливите планини.